# 세상은 넓다
세상은 넓다는 1995년 9월 4일 ~ 2015년 4월 3일까지 KBS 1TV, KBS 2TV에서 방송한 시사교양 프로그램이었다.

## 기획 의도
탐험가, 여행가, 저명 인사 등의 넓은 세계를 경험한 사람들이 직접 출연하여 현장자료를 곁들이며, 재미있게 전달함으로 어린이들의 호연지기를 키워주고 세상 보는 안목을 넓혀준 시사교양 프로그램이었다.

## 방송 시간
| 방송 채널 | 방송 기간                          | 방송 시간                                |
| --------- | ---------------------------------- | ---------------------------------------- |
| KBS 1TV   | 1995년 9월 4일 ~ 1998년 10월 9일   | 매주 평일 저녁 6시 ~ 6시 15분            |
| KBS 1TV   | 1998년 10월 12일 ~ 1999년 4월 30일 | 매주 평일 오후 5시 55분 ~ 6시 10분       |
| KBS 1TV   | 1999년 5월 3일 ~ 2005년 4월 29일   | 매주 평일 오후 5시 40분 ~ 6시            |
| KBS 1TV   | 2007년 4월 30일 ~ 2014년 12월 31일 | 매주 평일 오후 5시 40분 ~ 6시            |
| KBS 1TV   | 2005년 5월 2일 ~ 2007년 4월 27일   | 매주 월요일 ~ 목요일 오후 5시 45분 ~ 6시 |
| KBS 2TV   | 2015년 1월 9일 ~ 4월 3일           | 매주 금요일 오후 5시 40분 ~ 6시 30분     |

## 진행자
| 역대 | 진행자              | 진행자       | 진행 기간                           |
| 역대 | 남성                | 여성         | 진행 기간                           |
| ---- | ------------------- | ------------ | ----------------------------------- |
| 1기  | 최호진              | 최은경(21기) | 1995년 9월 4일 ~ 1998년 10월 9일    |
| 2기  | 김재원(21기) 최호진 | 빈칸         | 1998년 10월 12일 ~ 2003년 10월 25일 |
| 3기  | 최호진              | 강수정       | 2003년 10월 28일 ~ 2003년 10월 31일 |
| 4기  | 안지환              | 강수정       | 2003년 11월 3일 ~ 2004년 10월 29일  |
| 5기  | 빈칸                | 최원정       | 2004년 11월 1일 ~ 2005년 5월 4일    |
| 6기  | 빈칸                | 위서현(29기) | 2005년 5월 9일 ~ 2005년 10월 28일   |
| 7기  | 빈칸                | 손미나(24기) | 2005년 10월 31일 ~ 2007년 4월 26일  |
| 8기  | 빈칸                | 김진희(30기) | 2007년 4월 30일 ~ 2008년 12월 2일   |
| 9기  | 이상호(29기)        | 빈칸         | 2008년 12월 3일 ~ 2009년 5월 8일    |
| 10기 |                     | 황정민(19기) | 2009년 5월 11일 ~ 2009년 9월 9일    |
| 11기 |                     | 정다은(34기) | 2009년 9월 10일 ~ 2010년 5월 28일   |
| 12기 |                     | 윤지영(24기) | 2010년 5월 31일 ~ 2011년 11월 16일  |
| 13기 |                     | 박지현(33기) | 2011년 11월 17일 ~ 2012년 3월 13일  |
| 14기 |                     |              | 2012년 6월 25일 ~ 2012년 11월 16일  |
| 15기 | 박태원(30기)        |              | 2012년 11월 19일 ~ 2013년 4월 3일   |
| 14기 |                     | 빈칸         | 2013년 4월 4일 ~ 2014년 12월 31일   |
| 15기 | 오언종              | 차다혜       | 2015년 1월 9일 ~ 2015년 4월 3일     |

## 구성
- 세상의 바로 이곳! Hot Place
- 여행지에서 우연히 만난 당신
- 나의 여행기
- 사진으로 만난 세상
- 휴대폰이 만난 세상

## 같이 보기
- 걸어서 세계속으로
- 영상앨범 산